# Cimetière Flaminio

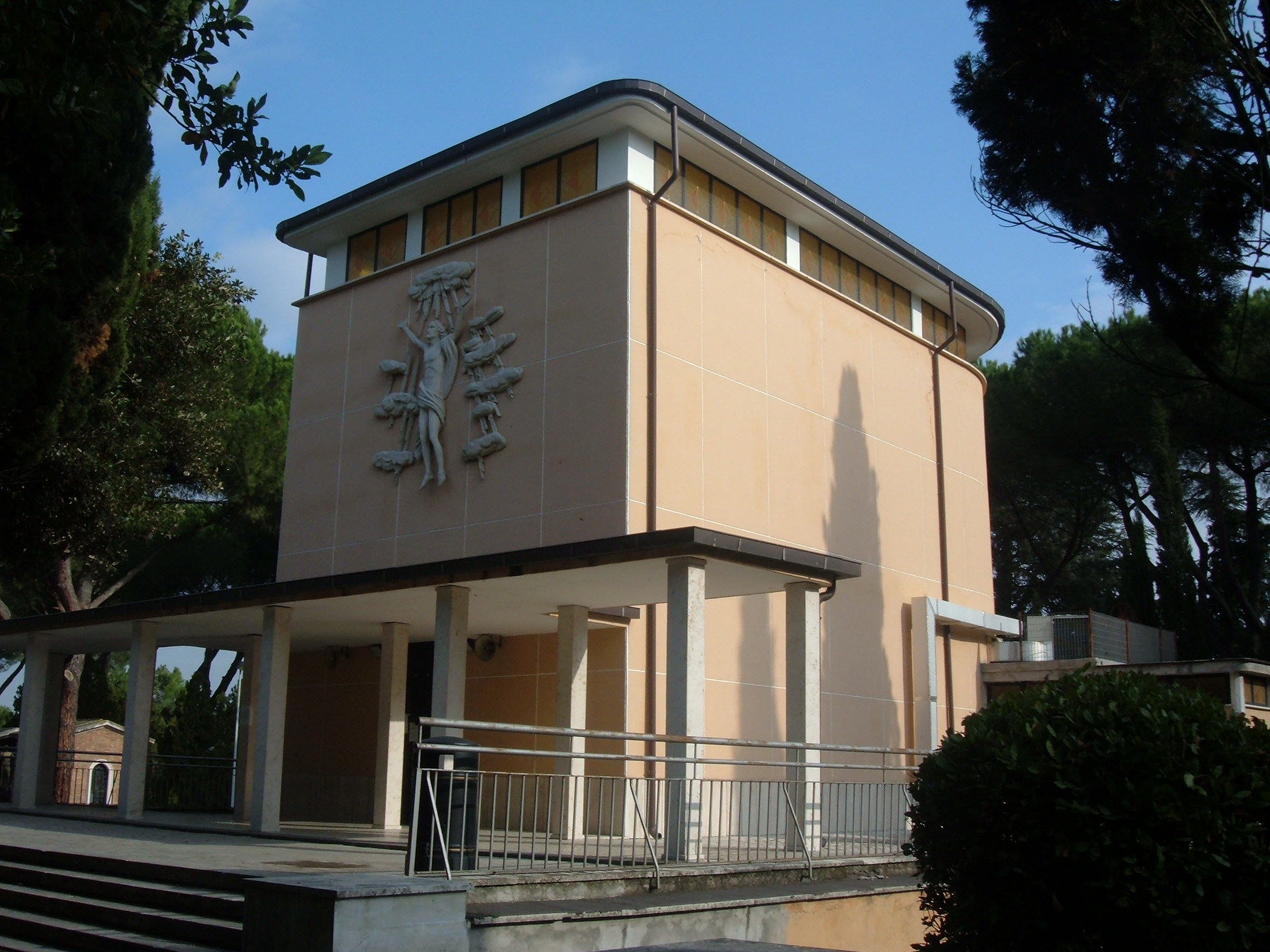
Église San Michele arcangelo

Le cimetière Flaminio, (en italien : Cimitero Flaminio ou encore Cimitero di Prima Porta) est le cimetière de la ville de Rome. Il est situé à la périphérie Nord de Rome, entre la Flaminia (direction vers Terni) et la Tiberina, derrière la gare Montebello de la ligne ferroviaire Roma-Civitacastellana-Viterbo, juste avant la gare de Sacrofano, en direction de Viterbo.
Avec ses 140 ha d'extensions, c'est le cimetière le plus grand d'Italie. Il a été consacré en 1941 et est réputé pour son architecture cimétériale contemporaine.
Le cimetière est traversé par 37 km de routes internes sur lesquelles on circule en automobile et autobus.

## Description
Les sépultures sont majoritairement à fosse, d'autres, nombreuses, sont celles à chapelle ou à construction de forme semi-circulaire.
Certaines parties sont dédiées spécifiquement aux diverses confessions religieuses.
Il existe aussi des « champs communs » ainsi qu'un crématorium.
Le style moderne du cimetière est considéré comme un chef-d'œuvre de l'architecture cimétériale contemporaine.
De nombreuses personnalités célèbres de la culture, des arts, du spectacle, du sport ou de la politique italienne y sont inhumées.
Une église a été édifiée dans le cimetière, dédiée à San Michele arcangelo al Flaminio, lieu annexe de culte des Santi Urbano e Lorenzo à Prima Porta.

## Personnalités inhumées dans le cimetière
| - Ilaria Alpi - Maurizio Arena - Enrico Berlinguer - Francesca Bertini - Bombolo - Carla Boni - Rossano Brazzi - Gianni Brezza (it) - Enzo Cerusico - Gino Cervi - Tonino Cervi - Eduardo Ciannelli | - Luigi Comencini - Corrado Mantoni - Carlo Dapporto - Luciana Dolliver - Arturo Dominici - Elena Fabrizi - Amintore Fanfani - Ileana Ghione (it) - Aldo Giuffré - Sylva Koscina - Roldano Lupi - Tommaso Maestrelli (it) | - Pupella Maggio - Riccardo Mantoni (it) - Giovanni Manurita (it) - Gilberto Mazzi (it) - Pietro Mennea - Fedora Mingarelli (it) - Domenico Modugno - Umberto Nobile - Paolo Panelli - Vincenzo Paparelli - Alberto Rabagliati - Ezio Radaelli (it) | - Renato Rascel - Nora Ricci - Nini Rosso - Stefania Rotolo (it) - Gigi Sabani (it) - Lydia Simoneschi - Steno - Aroldo Tieri - Vieri Tosatti (it) - Liana Trouche, actrice - Bice Valori |